# Thiania formosissima
Thiania formosissima är en spindelart som först beskrevs av Tord Tamerlan Teodor Thorell 1890.  Thiania formosissima ingår i släktet Thiania och familjen hoppspindlar. Inga underarter finns listade i Catalogue of Life.